# No time at all
No time at all is een single van The Pebbles. Het is niet afkomstig van een van hun albums. Later verscheen het wel op hun album Greatest Hits. No time at all werd gespeeld door Axel van Duin (basgitaar, zang), Bob “Bobott” Baelemans (gitaar, zang), Fred Bekky (gitaar, zang) en Johnny Verhas (drums). No time at all was hun laatste hit, de opvolger, hun voorlopig laatste nummer, haalde de hitparade niet meer.
De B-side van de single was You can have the thing called love.

## Hitnotering
No time at all was een bescheiden hitje voor The Pebbles.

### BelgischeBRT Top 30
| Hitnotering: 11-5-1974 t/m 17-5-1974 | Hitnotering: 11-5-1974 t/m 17-5-1974 | Hitnotering: 11-5-1974 t/m 17-5-1974 |
| Week:                                | 1                                    |                                      |
| ------------------------------------ | ------------------------------------ | ------------------------------------ |
| Positie:                             | 28                                   | uit                                  |